# Anthemiphyllia patera patera
Sous-espèce
Anthemiphyllia patera patera, Pourtalès, 1878, est une sous-espèce de corail appartenant à la famille des Anthemiphylliidae. Anthemiphyllia patera patera (Cairns, 1999) est une sous-espèce d'Anthemiphyllia patera.

## Habitat et répartition
On trouve ce corail dans le golfe du Mexique et dans l'océan Atlantique ouest à partir de 500 m et jusqu'à 700 m.